# Delphacinus delphax
Delphacinus delphax är en insektsart. Delphacinus delphax ingår i släktet Delphacinus och familjen sporrstritar.

## Underarter
Arten delas in i följande underarter:
- D. d. mesomela
- D. d. mesomelas